# Palazzo del Comandante
Il palazzo del Comandante si trova nel centro storico della città di Fossano, accanto alla cattedrale. La sua costruzione risale al XVII secolo ed è un edificio in stile Barocco. Al suo interno si trovano sale affrescate da Michele Antonio Milocco ed è conservata una raccolta di quadri appartenenti al periodo che va dal Quattrocento al Settecento.
Il suo nome deriva dal fatto che è stato la sede del comandante della fortezza di Fossano fino a che il centro fu considerato una fortezza perché munita di mura.
Attualmente, dopo numerosi restauri ed abbellimenti, è diventato la sede principale della Cassa di Risparmio di Fossano.